# Borysiwka (rejon berdiański)
Borysiwka (ukr. Борисівка) – wieś na Ukrainie, w obwodzie zaporoskim, w rejonie berdiańskim, w hromadzie Prymorśk. W 2001 liczyła 1153 mieszkańców, spośród których 1007 wskazało jako ojczysty język ukraiński, 140 rosyjski, 2 mołdawski, 2 bułgarski, a 2 białoruski.